# Pedro Julio Quintavalla
Pedro Julio Quintavalla (1850-19..) fue militar chileno.

## Biografía
Nació en Santiago en 1850. Se inició en la carrera militar en 1865, en calidad de sargento segundo del batallón tercero de línea. En este año emprendió la campaña de la Araucania. Durante el bloqueo del Puerto de Tomó por la escuadra española, permaneció de guarnición en ese litoral. En 1868, se encontró en el sitio y los combates de los fuertes Collipulli, Perarco y Curaco, combatiendo contra numerosas bandas de indios moluches. Eu 1867 hizo la campaña al interior de la Araucanía y expedicionó a Dillohüe. Hasta 1872 concurrió a todas las empresas militares de la alta frontera araucana. En 1879 emprendió la campaña del litoral del norte, con motivo de la guerra contra el Perú y Bolivia. Se encontró en los bombardeos de Antofagasta por el monitor peruano Huáscar, concurrió a la toma de Pisagua, y asistió a las batallas de Dolores, Tacna, Chorrillos y Miradores. Hizo las expediciones de Dibujo, Pisco e Ica y las campañas al interior del Perú y a las sierras de Junin y Cerro de Pasco. Mandó en jefe las tropas que se batieron en Duneguai contra las fuerzas del coronel peruano Secoca, atrincheradas en Oijú. En 1885, fue nombrado gobernador de Freiriua. En 1888, se le nombró comandante del batallón cívico de Curicó. En 1890, fue nombrado comandante de la brigada cívica de Rere. En 1896, se le nombró jefe de la Escuela Militar de Tiro y en ese mismo año, Edecán del Presidente de la República. En 1900 ha sido encargado de una comisión militar a Europa.